# 馬斯卡納平原攻勢
馬斯卡納平原攻勢是敘利亞政府軍在2017年東阿勒頗攻勢取得進展後，繼續進攻阿勒颇省東部伊斯兰国餘下控制區的軍事行動。

## 攻勢
2017年5月9日，敘政府軍在阿勒頗省東部再度進攻伊斯蘭國，俄軍則猛烈空襲敵方據點支援敘軍作戰。
5月12日，敘軍收復吉拉赫（Jirah）空軍基地。
5月17日，以老虎部隊為首的敘軍在吉拉赫空軍基地以南和西南取得進展，收復11條村。
5月21日至24日，老虎部隊收復另外11條村，距離伊斯蘭國控制的馬斯卡納（Maskanah）不足6公里。
5月26日晨，老虎部隊收復11條村，推進至距離馬斯卡納只有1.5公里的地方。
6月3日，敘軍收復伊斯蘭國在阿勒頗省最後一個重要據點馬斯卡納。6月4日，敘軍推進至拉卡省界。
6月8日，伊斯蘭國主動放棄位於阿薩德湖附近，在敘政府軍與敘利亞民主力量前線之間的約20條村，敘政府軍在當日收復其中15條村。